# لي هاي إن (ممثلة)
لي جي يونج ، (هانغل: 이지영) المعروفة باسم لي جي ، هي ممثلة ومغنية كورية جنوبية. ولدت في 19 أبريل 1986 في ماسان، كوريا الجنوبية. وهي عضو سابق في مجموعة البنات الكورية الجنوبية جانجكيز [الإنجليزية].

## أعمال

### مسلسلات تلفزيونية
| سنة  | لقب                | دور         | شبكة الاتصال |
| ---- | ------------------ | ----------- | ------------ |
| 2007 | يضرب               |             | ام بي سي     |
| 2010 | سمكة ذهبية         | سيو جو هي   | ام بي سي     |
| 2011 | مرحبًا بكم في العرض | مساعد مخرج  | نظام بث سول  |
| 2011 | مصاص دماء المعبود  |             | كي بي إس 1   |
| 2012 | خمسة أصابع         | جونغ سو يول | نظام بث سول  |
| 2013 | قصة شقيقتين        | لي يي رين   | كي بي إس 1   |
| 2014 | جيل مُلهم           | سيون وو جين | كي بي إس 2   |
| 2015 | السحرة الثلاثة     | مون هي جاي  | نظام بث سول  |
| 2017 | رومانسيتي السرية   | جانغ اون بي | OCN          |

### موسيقي
| سنوات | لقب           |
| ----- | ------------- |
| 2010  | قطط على السطح |
| 2011  | قبيحة ذئب     |